# Mistrovství světa v plážovém fotbale 2013
Mistrovství světa v plážovém fotbale 2013 bylo 17. ročníkem MS v plážovém fotbale, které se konalo na Tahiti ve městě Papeete, hlavním městě Francouzské Polynésie, v období od 18. do 28. září 2013. Jednalo se o celkový 17. ročník a o sedmý, který pořádala FIFA po tom, co šampionát vzala pod svojí záštitu místo Beach Soccer Worldwide. Účastnilo se ho 16 týmů, které byly rozděleny do 4 skupin po 4 týmech. Ze skupiny postoupily do vyřazovací fáze první a druhý celek. Vyřazovací fáze zahrnovala 8 zápasů. Titul z minulého šampionátu obhájilo Rusko, které porazilo ve finále Španělsko 5:1. Šlo o vůbec první turnaj FIFA, který se konal v tichomořské zemi s výjimkou Nového Zélandu.

## Stadion
Mistrovství se odehrálo na jednom stadionu v jednom hostitelském městě: Tahua To'ata Stadium (Papeete).
| Papeete              |
| -------------------- |
| Tahua To'ata Stadium |
| Kapacita: 4000       |

## Týmy

### Kvalifikace
| - Severní, Střední Amerika a Karibik (CONCACAF) - Salvador - USA - Jižní Amerika (CONMEBOL) - Paraguay - Argentina - Brazílie |  | - Evropa (UEFA) - Nizozemsko - Ukrajina - Rusko - Španělsko - Asie (AFC) - Japonsko - Spojené arabské emiráty - Írán |  | - Afrika (CAF) - Pobřeží slonoviny - Senegal - Oceánie (OFC) - Šalamounovy ostrovy - Hostitel - Tahiti |

## Zápasy

### Skupinová fáze
| Vysvětlivky                                           |
| ----------------------------------------------------- |
| Týmy na prvních dvou místech postupují do čtvrtfinále |
| Vítěz zápasu je tučně zvýrazněn                       |

Čas každého zápasu je uveden v lokálním čase.

#### Skupina A
| Tým                     | Z | V | R | P | VG | IG | +/− | B |
| ----------------------- | - | - | - | - | -- | -- | --- | - |
| Španělsko               | 3 | 3 | 0 | 0 | 14 | 8  | +6  | 9 |
| Tahiti                  | 3 | 1 | 1 | 1 | 10 | 9  | +1  | 4 |
| USA                     | 3 | 1 | 0 | 2 | 13 | 14 | −1  | 3 |
| Spojené arabské emiráty | 3 | 0 | 0 | 3 | 8  | 14 | −6  | 0 |

| 19. září 2013 16:00                                    |        |                                                                             |                                                                    |
| Španělsko                                              | 5 : 4  | USA                                                                         | Tahua To'ata Stadium, Papeete diváci: 1 950 rozhodčí: Mariano Romo |
| Antonio 10', 31' Llorenç Gómez 19' Juanma 32' Nico 35' | Report | Ryan Futagaki 7' Nicolas Perera 12' Mario Chimienti 15' Lewie Valentine 32' | Tahua To'ata Stadium, Papeete diváci: 1 950 rozhodčí: Mariano Romo |

| 19. září 2013 19:00                                            |        |                                                 |                                                                      |
| Tahiti                                                         | 3 : 2  | Spojené arabské emiráty                         | Tahua To'ata Stadium, Papeete diváci: 4 000 rozhodčí: Felipe Varejao |
| Raimoana Bennett 6' Teva Zaveroni 10' Raimana Li Fung Kuee 14' | Report | Hassan Alhammadi 20' Haitam Mohamed Alkaabi 22' | Tahua To'ata Stadium, Papeete diváci: 4 000 rozhodčí: Felipe Varejao |

| 21. září 2013 16:00                           |        |                                                               |                                                                 |
| Spojené arabské emiráty                       | 2 : 5  | Španělsko                                                     | Tahua To'ata Stadium, Papeete diváci: 2 300 rozhodčí: Hugo Pado |
| Haitam Mohamed Alkaabi 3' Hasan Alhammadi 26' | Report | Antonio 17' Raul Merida 28', 36' Llorenç Gómez 34' Cintas 36' | Tahua To'ata Stadium, Papeete diváci: 2 300 rozhodčí: Hugo Pado |

| 21. září 2013 19:00                                           |               |                                                                                      |                                                                       |
| USA                                                           | 3 : 5 (prod.) | Tahiti                                                                               | Tahua To'ata Stadium, Papeete diváci: 4 000 rozhodčí: Suwat Wongsuwan |
| Angelo Tchen 18' (vl.) Mario Chimienti 32' Nicolas Perera 35' | Report        | Raimana Li Fung Kuee 3' Raimoana Bennett 4' Tearri Labaste 23' Patrick Tepa 39', 39' | Tahua To'ata Stadium, Papeete diváci: 4 000 rozhodčí: Suwat Wongsuwan |

| 23. září 2013 16:00                                    |        |                                                                          |                                                                          |
| Spojené arabské emiráty                                | 4 : 6  | USA                                                                      | Tahua To'ata Stadium, Papeete diváci: 1 100 rozhodčí: Gumercindo Batista |
| Hasan Alhammadi 1', 27' Ali Karim 8' Abbas Hussain 31' | Report | Nicolas Perera 2', 17', 26' Alessandro Canale 8', 16' Jason Leopoldo 34' | Tahua To'ata Stadium, Papeete diváci: 1 100 rozhodčí: Gumercindo Batista |

| 23. září 2013 19:00                       |        |                                             |                                                                         |
| Tahiti                                    | 2 : 4  | Španělsko                                   | Tahua To'ata Stadium, Papeete diváci: 4 000 rozhodčí: Bakhtiyor Namazov |
| Patrick Tepa 24' Raimana Li Fung Kuee 34' | Report | Raul Merida 4', 10' Kuman 7' Dani Pajón 17' | Tahua To'ata Stadium, Papeete diváci: 4 000 rozhodčí: Bakhtiyor Namazov |

#### Skupina B
| Tým                 | Z | V | R | P | VG | IG | +/− | B |
| ------------------- | - | - | - | - | -- | -- | --- | - |
| Argentina           | 3 | 2 | 0 | 1 | 17 | 11 | +6  | 6 |
| Salvador            | 3 | 2 | 0 | 1 | 13 | 15 | −2  | 6 |
| Šalamounovy ostrovy | 3 | 1 | 0 | 2 | 13 | 15 | −2  | 3 |
| Nizozemsko          | 3 | 0 | 1 | 2 | 6  | 12 | −6  | 1 |

| 19. září 2013 17:30                                                           |        |                  |                                                                          |
| Argentina                                                                     | 4 : 1  | Salvador         | Tahua To'ata Stadium, Papeete diváci: 3 700 rozhodčí: Alexander Berezkin |
| César Leguizamón 4' Federico Hilaire 5' Miguel de Ezeyza 13' Lucas Medero 25' | Report | Elmer Robles 18' | Tahua To'ata Stadium, Papeete diváci: 3 700 rozhodčí: Alexander Berezkin |

| 19. září 2013 20:30 |        |                                |                                                                       |
| Nizozemsko          | 0 : 2  | Šalamounovy ostrovy            | Tahua To'ata Stadium, Papeete diváci: 3 600 rozhodčí: Bessem Boubaker |
|                     | Report | Joe Luwi 25' Nicholas Muri 34' | Tahua To'ata Stadium, Papeete diváci: 3 600 rozhodčí: Bessem Boubaker |

| 21. září 2013 17:30                                     |        |                                                                                                 |                                                                            |
| Šalamounovy ostrovy                                     | 5 : 8  | Argentina                                                                                       | Tahua To'ata Stadium, Papeete diváci: 3 900 rozhodčí: Christian Zimmermann |
| Anthony Talo 12', 13', 31' Robert Laua 13' Joe Luwi 15' | Report | Jonathan Levi 1' Federico Hilaire 16', 28' Ezequiel Hilaire 17' Lucas Medero 25', 26', 31', 31' | Tahua To'ata Stadium, Papeete diváci: 3 900 rozhodčí: Christian Zimmermann |

| 21. září 2013 20:30                                                                |        |                        |                                                                    |
| Salvador                                                                           | 5 : 1  | Nizozemsko             | Tahua To'ata Stadium, Papeete diváci: 2 300 rozhodčí: Serdar Akçer |
| Agustin Ruiz 7', 33' (pen.) Frank Velásquez 7' Tomas Hernández 22' José Batres 35' | Report | Matthijs van Gessel 7' | Tahua To'ata Stadium, Papeete diváci: 2 300 rozhodčí: Serdar Akçer |

| 23. září 2013 17:30                                                                   |        |                                                                          |                                                                       |
| Šalamounovy ostrovy                                                                   | 6 : 7  | Salvador                                                                 | Tahua To'ata Stadium, Papeete diváci: 3 700 rozhodčí: Patricio Blanca |
| McPhilip Aisa 12' Nicholas Muri 17', 19', 24' Anthony Talo 31' (pen.) Robert Laua 34' | Report | Agustin Ruiz 6', 11', 14', 20', 33' Frank Velásquez 25' Elmer Robles 30' | Tahua To'ata Stadium, Papeete diváci: 3 700 rozhodčí: Patricio Blanca |

| 23. září 2013 20:30                                                                          |        |                                                               |                                                                   |
| Nizozemsko                                                                                   | 5 : 5  | Argentina                                                     | Tahua To'ata Stadium, Papeete diváci: 2 800 rozhodčí: Said Hachim |
| Frank van der Geest 19' Patrick Ax 20', 28' René van Dieren 26' Charlie van den Ouweland 36' | Report | Ezequiel Hilaire 1' Jonathan Levi 1' Javier Vivas 4', 7', 24' | Tahua To'ata Stadium, Papeete diváci: 2 800 rozhodčí: Said Hachim |

|                                                                  |       | Penaltový rozstřel                                                  |  |
| Matthijs van Gessel Patrick Ax René van Dieren Jeffrey Klijbroek | 4 : 3 | Lucas Medero César Leguizamon Luciano Franceschini Ezequiel Hilaire |  |

#### Skupina C
| Tým      | Z | V | R | P | VG | IG | +/− | B |
| -------- | - | - | - | - | -- | -- | --- | - |
| Brazílie | 3 | 3 | 0 | 0 | 16 | 6  | +10 | 9 |
| Írán     | 3 | 1 | 0 | 2 | 8  | 10 | −2  | 3 |
| Ukrajina | 3 | 1 | 0 | 2 | 9  | 11 | −2  | 3 |
| Senegal  | 3 | 1 | 0 | 2 | 11 | 17 | −6  | 3 |

| 18. září 2013 17:30                               |        |                                                             |                                                                   |
| Senegal                                           | 5 : 4  | Ukrajina                                                    | Tahua To'ata Stadium, Papeete diváci: 3 350 rozhodčí: José Cortéz |
| Babacar Fall 15', 16', 27', 35' Pape Koukpaki 22' | Report | Vitalij Sydorenko 2' Oleg Zborovsky 3', 26' Roman Pačev 24' | Tahua To'ata Stadium, Papeete diváci: 3 350 rozhodčí: José Cortéz |

| 18. září 2013 20:30                 |        |                |                                                                   |
| Brazílie                            | 4 : 1  | Írán           | Tahua To'ata Stadium, Papeete diváci: 4 000 rozhodčí: Ruben Eiriz |
| Bruno Xavier 2', 15', 31' Bueno 16' | Report | Amir Akbari 9' | Tahua To'ata Stadium, Papeete diváci: 4 000 rozhodčí: Ruben Eiriz |

| 20. září 2013 17:30                                                   |        |                                                 |                                                                         |
| Írán                                                                  | 5 : 3  | Senegal                                         | Tahua To'ata Stadium, Papeete diváci: 3 250 rozhodčí: Tomasz Winiarczyk |
| Mohammad Ahmadzadeh 2', 3', 21' Amir Akbari 16' Farid Boulokbashi 30' | Report | Ngalla Sylla 16', 28' Peyman Hosseini 16' (vl.) | Tahua To'ata Stadium, Papeete diváci: 3 250 rozhodčí: Tomasz Winiarczyk |

| 20. září 2013 20:30                         |        |                                          |                                                                         |
| Ukrajina                                    | 2 : 4  | Brazílie                                 | Tahua To'ata Stadium, Papeete diváci: 2 100 rozhodčí: Ebrahim Almansory |
| Oleg Zborovsky 22' Volodymyr Hladečenko 27' | Report | Bruno Xavier 5', 33' Bueno 8' Daniel 35' | Tahua To'ata Stadium, Papeete diváci: 2 100 rozhodčí: Ebrahim Almansory |

| 22. září 2013 17:30                        |        |                                                         |                                                                    |
| Írán                                       | 2 : 3  | Ukrajina                                                | Tahua To'ata Stadium, Papeete diváci: 3 700 rozhodčí: Serdar Akçer |
| Mohammad Ahmadzadeh 3' Peyman Hosseini 33' | Report | Andrij Boršuk 3' Oleksandr Korničuk 22' Igor Boršuk 30' | Tahua To'ata Stadium, Papeete diváci: 3 700 rozhodčí: Serdar Akçer |

| 22. září 2013 20:30                                                             |        |                                         |                                                                       |
| Brazílie                                                                        | 8 : 3  | Senegal                                 | Tahua To'ata Stadium, Papeete diváci: 4 000 rozhodčí: Suwat Wongsuwan |
| Daniel 2' Bruno Xavier 5', 11', 30' Bruno Malias 6' André 25', 26' Jorginho 36' | Report | Pape Koukpaki 10' Babacar Fall 17', 28' | Tahua To'ata Stadium, Papeete diváci: 4 000 rozhodčí: Suwat Wongsuwan |

#### Skupina D
| Tým               | Z | V | R | P | VG | IG | +/− | B |
| ----------------- | - | - | - | - | -- | -- | --- | - |
| Rusko             | 3 | 2 | 1 | 0 | 13 | 6  | +7  | 7 |
| Japonsko          | 3 | 1 | 1 | 1 | 8  | 8  | 0   | 4 |
| Paraguay          | 3 | 1 | 0 | 2 | 14 | 13 | +1  | 3 |
| Pobřeží slonoviny | 3 | 0 | 0 | 3 | 11 | 19 | −8  | 0 |

| 18. září 2013 16:00 |        |                                                                                              |                                                                         |
| Paraguay | 10 : 6 | Pobřeží slonoviny                                                                            | Tahua To'ata Stadium, Papeete diváci: 2 800 rozhodčí: Bakhtiyor Namazov |
| Juan Lopéz 9', 28', 31' Pedro Morán 15', 28' Gustavo Benitez 20' (pen.) Luis Pereira 21', 33' Orlando Zayas 24' Edgar Barreto 36' | Report | Daniel Kouassitchi 3', 16', 31' Moustapha Sakanoko 7' Juan Lopéz 11' (vl.) Eric Tchetche 23' | Tahua To'ata Stadium, Papeete diváci: 2 800 rozhodčí: Bakhtiyor Namazov |

| 18. září 2013 19:00                                                    |        |                   |                                                                   |
| Rusko                                                                  | 4 : 1  | Japonsko          | Tahua To'ata Stadium, Papeete diváci: 4 000 rozhodčí: Said Hachim |
| Dmitrij Šišin 13', 14' Jurij Krasheninnikov 31' Anatolij Peremitin 31' | Report | Teruki Tabata 28' | Tahua To'ata Stadium, Papeete diváci: 4 000 rozhodčí: Said Hachim |

| 20. září 2013 16:00                              |        |                 |                                                                       |
| Japonsko                                         | 3 : 1  | Paraguay        | Tahua To'ata Stadium, Papeete diváci: 2 100 rozhodčí: Oscar Velasquez |
| Hirofumi Oda 2' Ozu Moreira 8' Teruki Tabata 14' | Report | Pedro Morán 26' | Tahua To'ata Stadium, Papeete diváci: 2 100 rozhodčí: Oscar Velasquez |

| 20. září 2013 19:00                           |        |                                                                |                                                                      |
| Pobřeží slonoviny                             | 2 : 5  | Rusko                                                          | Tahua To'ata Stadium, Papeete diváci: 3 900 rozhodčí: Miguel Aguilar |
| Daniel Kouassitchi 27' Moustapha Sakanoko 30' | Report | Alexej Makarov 12', 28' Egor Šajkov 15' Dmitrij Šišin 20', 31' | Tahua To'ata Stadium, Papeete diváci: 3 900 rozhodčí: Miguel Aguilar |

| 22. září 2013 16:00                                           |               |                                                          |                                                                       |
| Japonsko                                                      | 4 : 3 (prod.) | Pobřeží slonoviny                                        | Tahua To'ata Stadium, Papeete diváci: 2 400 rozhodčí: Patricio Blanca |
| Šušei Jamauči 3' Ozu Moreira 19', 38' Naoja Matsuo 39' (pen.) | Report        | Daniel Kouassitchi 1', 38' (pen.) Moustapha Sakanoko 18' | Tahua To'ata Stadium, Papeete diváci: 2 400 rozhodčí: Patricio Blanca |

| 22. září 2013 19:00                                             |               |                                                    |                                                                            |
| Rusko                                                           | 4 : 3 (prod.) | Paraguay                                           | Tahua To'ata Stadium, Papeete diváci: 3 900 rozhodčí: Christian Zimmermann |
| Anatolij Peremitin 2' Alexej Makarov 13' Dmitrij Šišin 16', 37' | Report        | Sebastian Amarilla 21' Pedro Morán 28', 36' (pen.) | Tahua To'ata Stadium, Papeete diváci: 3 900 rozhodčí: Christian Zimmermann |

## Vyřazovací fáze
|  | Čtvrtfinále             | Čtvrtfinále             |                         |        | Semifinále  | Semifinále  |  |  | Finále                  | Finále |
|  |                         |                         |                         |        |             |             |  |  |                         |        |
|  | 25. září 2013 - Papeete |                         |                         |        |             |             |  |  |                         |        |
|  |                         |                         |                         |        |             |             |  |  |                         |        |
|  | Španělsko               | 2                       |                         |        |             |             |  |  |                         |        |
|  | Španělsko               | 2                       | 27. září 2013 - Papeete |        |             |             |  |  |                         |        |
|  | Salvador                | 1                       |                         |        |             |             |  |  |                         |        |
|  | Salvador                | 1                       | Španělsko (prod.)       | 2      |             |             |  |  |                         |        |
|  | 25. září 2013 - Papeete |                         | Španělsko (prod.)       | 2      |             |             |  |  |                         |        |
|  |                         | Brazílie                | 1                       |        |             |             |  |  |                         |        |
|  | Brazílie                | Brazílie                | 1                       | 4      |             |             |  |  |                         |        |
|  | Brazílie                |                         | 28. září 2013 - Papeete | 4      |             |             |  |  |                         |        |
|  | Japonsko                | 3                       |                         |        |             |             |  |  |                         |        |
|  | Japonsko                | 3                       | Španělsko               | 1      |             |             |  |  |                         |        |
|  | 25. září 2013 - Papeete |                         | Španělsko               | 1      |             |             |  |  |                         |        |
|  |                         | Rusko                   | 5                       |        |             |             |  |  |                         |        |
|  | Rusko                   | Rusko                   | 5                       | 6      |             |             |  |  |                         |        |
|  | Rusko                   | 27. září 2013 - Papeete |                         | 6      |             |             |  |  |                         |        |
|  | Írán                    | 5                       |                         |        |             |             |  |  |                         |        |
|  | Írán                    | 5                       | Rusko                   | 5      | Třetí místo | Třetí místo |  |  |                         |        |
|  | 25. září 2013 - Papeete |                         | Rusko                   | 5      | Třetí místo | Třetí místo |  |  |                         |        |
|  |                         | Tahiti                  | 3                       |        |             |             |  |  |                         |        |
|  | Argentina               | Tahiti                  | 3                       | 1      | Brazílie    | 7 (1)       |  |  |                         |        |
|  | Argentina               |                         |                         | 1      | Brazílie    | 7 (1)       |  |  |                         |        |
|  | Tahiti                  | 6                       |                         | Tahiti | 7 (0)       |             |  |  |                         |        |
|  | Tahiti                  | 6                       |                         |        | 7 (0)       |             |  |  |                         |        |
|  |                         |                         |                         |        |             |             |  |  | 28. září 2013 - Papeete |        |
|  |                         |                         |                         |        |             |             |  |  |                         |        |

#### Čtvrtfinále
| 25. září 2013 16:00                       |        |                                                        |                                                                    |
| Brazílie                                  | 4 : 3  | Japonsko                                               | Tahua To'ata Stadium, Papeete diváci: 4 000 rozhodčí: Serdar Akçer |
| Eudin 8' Datinha 10' Daniel 29' Bueno 31' | Report | Hirofumi Oda 6' Ozu Moreira 20' (pen.) Bueno 30' (vl.) | Tahua To'ata Stadium, Papeete diváci: 4 000 rozhodčí: Serdar Akçer |

| 25. září 2013 17:30         |        | |                                                                   |
| Argentina                   | 1 : 6  | Tahiti | Tahua To'ata Stadium, Papeete diváci: 4 200 rozhodčí: Ruben Eiriz |
| Ezequiel Hilaire 16' (pen.) | Report | Heimanu Taiarui 9', 27' Naea Bennett 25' Raimoana Bennett 28' Raimana Li Fung Kuee 29' Heiarii Tavanae 36' | Tahua To'ata Stadium, Papeete diváci: 4 200 rozhodčí: Ruben Eiriz |

| 25. září 2013 19:00          |        |                          |                                                                       |
| Španělsko                    | 2 : 1  | Salvador                 | Tahua To'ata Stadium, Papeete diváci: 3 900 rozhodčí: Patricio Blanca |
| Llorenç Gómez 7' Antonio 34' | Report | Walter Torres 24' (pen.) | Tahua To'ata Stadium, Papeete diváci: 3 900 rozhodčí: Patricio Blanca |

| 25. září 2013 20:30                                                                                        |        |                                                                           |                                                                 |
| Rusko | 6 : 5  | Írán                                                                      | Tahua To'ata Stadium, Papeete diváci: 3 900 rozhodčí: Hugo Pado |
| Egor Eremeev 10', 31' Jurij Krasheninnikov 19' Anatolij Peremitin 22' Kirill Romanov 26' Dmitrij Šišin 34' | Report | Moslem Mesigar 6', 25' Farid Boloukbashi 10', 22' Mohammad Ahmadzadeh 33' | Tahua To'ata Stadium, Papeete diváci: 3 900 rozhodčí: Hugo Pado |

#### Semifinále
| 27. září 2013 19:00                                |        |                                                            |                                                                       |
| Rusko                                              | 5 : 3  | Tahiti                                                     | Tahua To'ata Stadium, Papeete diváci: 4 200 rozhodčí: Patricio Blanca |
| Dmitrij Šišin 9', 17', 35' Alexej Makarov 33', 35' | Report | Patrick Tepa 13' Alexej Makarov 17' (vl.) Naea Bennett 26' | Tahua To'ata Stadium, Papeete diváci: 4 200 rozhodčí: Patricio Blanca |

| 27. září 2013 20:30 |               |                 |                                                                   |
| Španělsko           | 2 : 1 (prod.) | Brazílie        | Tahua To'ata Stadium, Papeete diváci: 4 200 rozhodčí: Said Hachim |
| Juanma 21' Nico 37' | Report        | Bruno Xavier 5' | Tahua To'ata Stadium, Papeete diváci: 4 200 rozhodčí: Said Hachim |

#### O 3. místo
| 28. září 2013 19:00                                                        |        |                                                                                             |                                                                        |
| Brazílie                                                                   | 7 : 7  | Tahiti                                                                                      | Tahua To'ata Stadium, Papeete diváci: 4 200 rozhodčí: Gionni Matticoli |
| Bruno Xavier 7' Daniel 12' André 12' Eudin 14', 19' Jorginho 24' Bruno 39' | Report | Raimana Li Fung Kuee 1', 24' Marama Amau 12' Heimanu Taiarui 21', 35' Naea Bennett 33', 39' | Tahua To'ata Stadium, Papeete diváci: 4 200 rozhodčí: Gionni Matticoli |

|          |       | Penaltový rozstřel   |  |
| Jorginho | 1 : 0 | Raimana Li Fung Kuee |  |

#### Finále
| 28. září 2013 20:30 |        |                                                                                     |                                                                    |
| Španělsko           | 1 : 5  | Rusko                                                                               | Tahua To'ata Stadium, Papeete diváci: 4 200 rozhodčí: Serdar Akçer |
| Llorenç Gómez 24'   | Report | Anton Škarin 13' Kirill Romanov 15' Jurij Krasheninnikov 18', 31' Dmitrij Šišin 36' | Tahua To'ata Stadium, Papeete diváci: 4 200 rozhodčí: Serdar Akçer |